# آنت راجرز
آنت راجرز (انگلیسی: Annette Rogers؛ ۲۲ اکتبر ۱۹۱۳ – ۸ نوامبر ۲۰۰۶) دونده و ورزشکار پرش ارتفاع اهل ایالات متحده آمریکا بود.
وی در مسابقات کشوری و بین‌المللی در مجموع برندهٔ ۲ مدال طلا شده‌است.